# Wágner de Andrade Borges
Wágner de Andrade Borges, kurz Wágner, (geboren am 3. April 1987 in São Paulo, Brasilien) ist ein brasilianischer Fußballspieler.

## Karriere
Wágner begann seine Karriere 2006 beim Verein Rio Claro Futebol Clube; zwei Jahre stand er dort unter Vertrag. 2009 wechselte er zum Aliados FC Lordelo. Nach zwei Jahren unterzeichnete er einen Vertrag beim Moreirense FC. Sein Debüt gab er am 19. August 2011 beim Spiel gegen den FC Paços de Ferreira, das 1:1 endete. Insgesamt absolvierte er 26 Ligaspiele und erzielte ein Tor. Am 1. April 2014 unterzeichnete er einen Vertrag für zwei Jahre bei Zawisza Bydgoszcz in Polen. Er debütierte für den Verein am 9. Juli 2014 beim 3:2-Sieg gegen KP Legia Warschau. Im Winter 2015 spielte er in Portugal für Nacional Funchal; seit dem Sommer 2015 ist er beim portugiesischen Verein CD Tondela unter Vertrag.

## Titel und Ehrungen
- Polnischer Fußball-Supercup (2014) Zawisza Bydgoszcz